# Amperima naresi
Amperima naresi är en sjögurkeart som beskrevs av Johan Hjalmar Théel 1882. Amperima naresi ingår i släktet Amperima och familjen Elpidiidae. Inga underarter finns listade i Catalogue of Life.